# Kenneth Patera

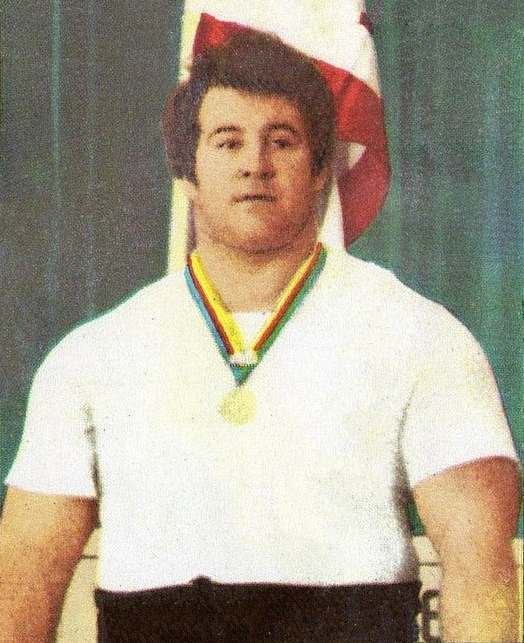
Kenneth Patera (1972)

Kenneth Patera (* 6. November 1942 in Portland, Oregon) ist ein ehemaliger US-amerikanischer Gewichtheber und Wrestler. Sein Bruder Jack Patera war ein American-Football-Spieler und -Trainer.

## Karriere

### Gewichtheben
Ken Patera besuchte nach der High-School die Brigham Young University und betrieb dort die an einer Universität üblichen Hauptsportarten Leichtathletik und Football. Bald jedoch begann er mit dem Gewichtheben, da er schon als junger Mann außergewöhnlich stark war. Nach den ersten größeren Erfolgen auf nationaler Ebene Mitte der 1960er Jahre wurde er von John Terpak an den York Barbell Club geholt, wo er stark gefördert wurde. Ken Patera war zwar sehr stark, hatte aber oftmals mit seinen Nerven Probleme. Das zeigte sich bei vielen wichtigen Wettkämpfen, nicht zuletzt bei den Olympischen Spielen 1972 in München, wo er ohne Gesamtergebnis blieb.
Starke Auftritte hatte er dagegen bei den US-amerikanischen Meisterschaften von 1969 bis 1972, wo es ihm dreimal gelang, den Weltmeister von 1969 Joe Dube zu schlagen. Ken Patera war der einzige amerikanische Gewichtheber, der vor Abschaffung des Drückens im olympischen Dreikampf die ominöse 600 kg-Grenze überbot. Seine Bestleistung im Stoßen betrug 227,5 kg.

### Wrestling-Karriere
Patera wurde schließlich von Verne Gagne zum Wrestler ausgebildet und agierte während seiner Wrestlingkarriere hauptsächlich als Bösewicht. Er trat dabei sowohl für die AWA, NWA und World Wrestling Federation an, welche zu dieser Zeit die drei größten Wrestlingorganisationen waren. Obwohl er zu seinen Wrestlingzeiten etwa 30 Kilogramm leichter war als Gewichtheber, behielt er den Ruf als Kraftwunder und zeigte entsprechende Wrestlingaktionen, wie zum Beispiel einen Bear Hug mit zwei Gegnern gleichzeitig.
Im Jahr 1987 wurde in der WWF eine Gesinnungswandlung zum Publikumsliebling mit ihm vollzogen und er trat neben Hulk Hogan im Hauptkampf der ersten Survivor Series an. Seine größten Erfolge waren der Gewinn des Intercontinental Champion Titels im April 1980, sowie des AWA World Tag-Team Titels, welchen er zweimal halten konnte. Er beendete seine Wrestlingkarriere Anfang der 1990er-Jahre.

## Erfolge

### Im Gewichtheben

#### International
(OS = Olympische Spiele, WM = Weltmeisterschaft, S = Schwergewicht, damals über 110 kg Körpergewicht)
- 1969, unplatziert, WM in Warschau, nach 3 Fehlversuchen im Drücken;
- 1970, unplatziert, WM in Columbus/USA, nach 3 Fehlversuchen im Reißen;
- 1971, 1. Platz, PanAmerica Games in Cali, S, mit 595 kg, vor Fernando Bernal, Kuba, 505 kg und Price Morris, Kanada, 482,5 kg;
- 1971, 2. Platz, WM in Lima, S, mit 592,5 kg, hinter Wassili Alexejew, UdSSR, 635 kg und vor Atanassow, Bulgarien, 532,5 kg;
- 1972, unplatziert, OS in München, nach 3 Fehlversuchen im Reißen;

#### Medaillen Einzeldisziplinen
- WM-Silbermedaillen: 1971, Reißen, 167,5 kg – 1971, Stoßen, 212,5 kg
- WM-Bronzemedaillen: 1970, Drücken, 207,5 kg – 1971, Drücken, 212,5 kg – 1972, Drücken, 212,5 kg

#### USA-Meisterschaften
- 1969, 1. Platz, S, mit 542,5 kg, vor Joe Dube, 542,5 kg;
- 1970, 1. Platz, S, mit 585 kg, vor Dube, 547,5 kg;
- 1971, 1. Platz, S, mit 592,5 kg, vor Dube, 590 kg;
- 1972, 1. Platz, S, mit 607,5 kg, vor Winston Binney, 517,5 kg

### Wrestlingtitel
- American Wrestling Association
  - AWA World Tag Team Champion Titel mit Brad Rheingans (1) und Jerry Blackwell (1)

- World Class Championship Wrestling
  - World Class Heavyweight Titel

- Continental Wrestling Association
  - CWA International Heavyweight Champion Titel (2 mal)

- Georgia Championship Wrestling
  - NWA Georgia Heavyweight Champion Titel

- Mid-Atlantic Championship Wrestling
  - NWA Mid-Atlantic Heavyweight Champion Titel (2 mal)
  - NWA Mid-Atlantic Tag Team Champion Titel mit Big John Studd

- National Wrestling Alliance
  - NWA Tri-State Brass Knuckles Champion Titel
  - NWA United States Tag Team Champion Titel mit Killer Karl Kox

- Southwest Championship Wrestling
  - SWCW Southwest Brass Knuckles Champion Titel

- St. Louis Wrestling Club
  - NWA Missouri Heavyweight Championship

- World Wrestling Federation
  - WWF Intercontinental Champion Titel